# Château de Humain
 (août 2024).
Si vous disposez d'ouvrages ou d'articles de référence ou si vous connaissez des sites web de qualité traitant du thème abordé ici, merci de compléter l'article en donnant les références utiles à sa vérifiabilité et en les liant à la section « Notes et références ».
Le château de Humain est un château situé à Humain, entité de la commune belge de Marche-en-Famenne (Région wallonne).

## Histoire
Le château, siège d'une des quatre pairies du comté de La Roche, fut construit en 1756 par Charles-Antoine de Rossius, seigneur d'Humain. Lambert Lejeune en devient le propriétaire et, le 7 février 1822, sa veuve Julienne Poncelet épouse en secondes noces le baron Emmanuel Coppens d'Eeckenbrugge (né en 1792). Le baron Coppens d'Eeckenbrugge sera sénateur de 1839 à 1848 et il meurt au château de Humain le 9 avril 1867.
En 1832, Le château d'Humain passe entre les mains de Hippolyte Lejeune (1817 - 1863, fils de Lambert et de Julienne Poncelet). Hippolyte hérite ainsi des biens paternels, soit un lot de 672 ha, comprenant le château, la ferme et ses dépendances. Il épouse en 1841, Eulalie Closset de Liège. Ils ont entre autres, deux fils : Maximilien (1857-1886) et Georges. 
En 1880, après le décès de leur père, Maximilien Lejeune et son frère Georges, tenaient le château de Humain en indivision. En raison d'une déclaration en faillite de Georges, la propriété donna lieu à une vente forcée aux enchères publiques le 12 juillet 1880. L'adjudication fut enlevée pour la somme de 745 000 francs or par Mathieu Closset, cousin germain de Maximilien pour le compte duquel il officiait. Maximilien devint ainsi seul propriétaire de Humain. Il épouse en 1881 Mathilde Freson de Liège (1858-1923). Il meurt le 17 août 1886 et sa fille Madeleine, âgée seulement de trois ans, devint héritière du domaine. Toutefois, à la suite d'une réunion du Conseil de famille, Mathilde Freson vendit les biens le 1er décembre 1886. Madeleine qui épousa plus tard Albert de Castella, fut la dernière et unique descendante du nom, de la branche de Humain[pas clair]. 
Lors de la vente du château, Émilie Pauline Masquelin acheta le premier lot comprenant le château, parc, étangs, ferme et bois (413 ha). Elle était l’épouse du baron Emmanuel Coppens d'Eeckenbrugge et fille de Prosper Masquelin (président du Conseil d'administration de la Caisse de Reports et Dépôts à Bruxelles) et de Hermance Françoise Pauline Van Cutsem. Ainsi les Coppens réintègrent le château de Humain. Devenu veuf en 1907, le baron Coppens d'Eeckenbrugge se remaria l'année suivante avec une villageoise de Humain, Adèle Marie Bourlon, et vendit ses propriétés de Humain. Edmond de Bivort de la Saudrée (1889-1989) acquiert le château de Humain (424 ha). Il était né au château de Fontaine l’Évêque. Il avait une sœur, Angèle de Bivort de la Saudée qui avait épousé le comte Théodore de Goussencourt. La fille de ces derniers, Marie Louise de Goussencourt, née également au château de Fontaine l’Évêque, épouse en 1919 le Baron Étienne Verhaegen. Edmond de Bivort de la Saudée en était encore propriétaire en 1928.
Fin des années 1920, début des années 1930, le baron Étienne Verhaegen (1889-1989) hérite au titre de légataire universel d’Edmond de Bivort de la Saudée (oncle de son épouse Marie Louise de Goussencourt) du château de Humain. 
1940 : Décès de Marie Louise de Goussencourt (épouse Baron Verhaegen). 1944-45 : La Bataille des Ardennes. Au cours de cette contre offensive allemande, le jour de Noël 1944, un incendie dévaste une grande partie de l'intérieur du château de Humain. Dans les années qui suivirent, le baron Étienne Verhaegen se remaria avec Claire Dessain (1900-1972). Ensemble, ils firent reconstruire le château en en respectant l'état original et en recourant, pour l'intérieur, à des matériaux d'époque. L'étage du bâtiment principal ne fut toutefois jamais restauré intérieurement. Jusqu'en 2015, le château fut la résidence familiale de plusieurs barons Verhaegen successifs (Étienne, Antoine, Dominique). Il devient la propriété de Léa Wolman, veuve du prince Alexandre de Belgique. Elle y effectue des travaux de transformation depuis 2015 et le met en vente en 2017.
Jan Helskens, un industriel flamand, serait propriétaire depuis 2022. Il aurait acheté le château pour 15 millions d'euros à la princesse Léa.